# اباموسو، غنا
اباموسو، غنا (به لاتین: Abomosu, Ghana) در غنا است که در منطقه شرقی (غنا) واقع شده‌است.